# Филмографија Тома Круза
Том Круз јесте амерички глумац и продуцент. На филму је дебитовао мањом улогом у романтичној драми Бескрајна љубав из 1981. године. Две године касније направио је пробој улогом у романтичној комедији Risky Business (1983), која му је донела прву номинацију за награду Златни глобус за најбољег глумца – филмски мјузикл или комедија. Круз је 1986. играо морнаричког авијатичара у успешној акционој драми Тонија Скота Топ ган, а касније је глумио са Полом Њуманом у драми Боја новца коју је режирао Мартин Скорсезе. Две године касније, глумио је са Дастином Хофманом у Оскаром награђеној драми Кишни човек (1988) а исте године је остварио улогу у романтичној драми Коктел, који је добио награду Златна малина за најгори филм. Тиме је Круз постао прва и једина особа која је глумила у филму који је освојио Оскара за најбољи филм и добитнику Златне малине за најгори филм у истој години. Круз је потом глумио антиратног активисту Рона Ковика, у филмској адаптацији истоимених Ковикевих мемоара Рођен 4. јула (1989). За своју изведбу је добио награду Златни глобус за најбољег глумца – филмска драма.
Године 1992. глумио је заједно са Џеком Николсоном у правној драми Неколико добрих људи, адаптацији истоимене бродвејске драме коју је такође написао Арон Соркин. Круз се затим појавио у филму Фирма (1993), филмској адаптацији истоименог правног трилера аутора Џона Гришама, а исте године је такође дебитовао као редитељ епизоде антологијске телевизијске серије Fallen angels.
Круз је глумио шпијуна Итана Ханта у акционом филму Немогућа мисија (1996), првом пројекту његове продукцијске куће Cruise/Wagner Productions, коју је основао са Полом Вагнером 1993. Круз је глумио у још седам филмова из франшизе Немогућа мисија: Немогућа мисија 2 (2000), Немогућа мисија 3 (2006), Немогућа мисија: Протокол Дух (2011), Немогућа мисија: Отпадничка нација (2015), Немогућа мисија: Разилажење (2018), Немогућа мисија: Одмазда — Први део (2023) и Немогућа мисија: Коначна одмазда (2025).
Играо је главну улогу у спортској драмедији Џери Магвајер (1996) коју је режирао Камерон Кроу. За улогу у овом филму Круз је добио Златни глобус за најбољег глумца. Године 1999. Круз је глумио у еротском трилеру Стенлија Кјубрика Широм затворених очију, заједно са својом тадашњом супругом Никол Кидман, а исте године се такође појавио у драми Магнолија у режији Пола Томаса Андерсона. За улогу у Магнолији је добио награду Златни глобус за најбољу споредну мушку улогу, а такође је био номинован за Оскара за најбољег глумца у споредној улози. Круз је поново радио са редитељом Кроуом у научнофантастичном трилеру Небо боје ваниле (2001), што му је донело награду Сатурн за најбољег глумца. Следеће године играо је у филму Сувишни извештај (2002) у режији Стивена Спилберга . Године 2005. поново је сарађивао са Спилбергом на Рату светова и за своју улогу је добио британску награду „Стенли Кјубрик” за изузетност у филму, додељену од стране БАФТА Лос Анђелеса. Три године касније појавио се у сатиричној акционој комедији Тропска олуја и играо официра немачке војске Клауса фон Штауфенберга у историјском трилеру Операција Валкира (оба из 2008). Затим, Круз је реализовао филм Небо боје ваниле редитеља Камерона Кроуа. Са Камероном Дијазом је глумио у акционој комедији Knight and Day, након чега је уследио акциони трилер Џек Ричер (2012), у којем је глумио у насловној улози, као и у наставку филма, Џек Ричер: Без повратка (2016). Глумио је у филмовима Заборав (2013) и На рубу времена (2014), у којима се вратио у жанр научне фантастике. Потом је играо шверцера дроге Берија Сила у акционој комедији Аmerican Made (2017), а 2022. је глумио и продуцирао наставак акционог филма Топ ган: Маверик, који је зарадио преко 1,4 милијарде долара на благајнама и постао остварење из Крузове филмографије са највећом зарадом.

## Филм
| Година | Наслов                              | Улога                          | Напомене               | Реф.          |
| ------ | ----------------------------------- | ------------------------------ | ---------------------- | ------------- |
| 1981.  | Endless Love                        | Били                           |                        | [ 25 ]        |
| 1981.  | Taps                                | капетан Дејвид Шон             |                        | [ 26 ]        |
| 1983.  | The Outsiders                       | Стив Рендл                     |                        | [ 27 ]        |
| 1983.  | Losin' It                           | Вуди                           |                        | [ 28 ]        |
| 1983.  | Ризичан посао                       | Џоел                           |                        | [ 29 ]        |
| 1983.  | Сви прави потези                    | Стефан Ђорђевић                |                        | [ 30 ]        |
| 1985.  | Легенда                             | Џек                            |                        | [ 31 ]        |
| 1986.  | Топ ган                             | поручник Пит „Маверик” Мичел   |                        | [ 32 ]        |
| 1986.  | Боја новца                          | Винсент Vincent Lauria         |                        | [ 33 ]        |
| 1988.  | Коктел                              | Брајан Фланаган                |                        | [ 34 ]        |
| 1988.  | Кишни човек                         | Чарли Бабит                    |                        | [ 35 ]        |
| 1989.  | Рођен 4. јула                       | Рон Ковик                      |                        | [ 36 ]        |
| 1990.  | Дани грома                          | Кол Трикл                      | Такође косценариста    | [ 37 ] [ 38 ] |
| 1992.  | Тамо далеко                         | Џозеф Донели                   |                        | [ 39 ]        |
| 1992.  | Неколико добрих људи                | поручник Данијел Кафи          |                        | [ 40 ]        |
| 1993.  | Фирма                               | Мич Макдир                     |                        | [ 41 ]        |
| 1994.  | Интервју са вампиром                | Леста де Лионкур               |                        | [ 42 ]        |
| 1996.  | Немогућа мисија                     | Итан Хант                      | Само продуцент         | [ 43 ]        |
| 1996.  | Џери Магвајер                       | Џери Магвајер                  |                        | [ 44 ]        |
| 1998.  | Without Limits                      | Н/Д                            | Само продуцент         | [ 45 ]        |
| 1999.  | Широм затворених очију              | др Вилијам „Бил” Харфорд       |                        | [ 46 ]        |
| 1999.  | Магнолија                           | Френк Т. Џ. Маки               |                        | [ 47 ]        |
| 2000.  | Немогућа мисија 2                   | Итан Хант                      | Такође продуцент       | [ 48 ] [ 49 ] |
| 2001.  | Stanley Kubrick: A Life in Pictures | Наратор                        | Документарни филм      | [ 50 ]        |
| 2001.  | Духови у нама                       | Н/Д                            | Само извршни продуцент | [ 51 ]        |
| 2001.  | Небо боје ваниле                    | Дејвид Ејмс                    | Такође продуцент       | [ 52 ]        |
| 2002.  | Space Station 3D                    | Наратор                        | Документарни филм      | [ 53 ]        |
| 2002.  | Сувишни извештај                    | Џон Андертон                   |                        | [ 54 ]        |
| 2002.  | Остин Пауерс 3                      | Глуми себе као Остина Пауерса  | Камео улога            | [ 55 ]        |
| 2002.  | Narc                                | Н/Д                            | Само извршни продуцент | [ 56 ]        |
| 2003.  | Shattered Glass                     | Н/Д                            | Само извршни продуцент | [ 57 ]        |
| 2003.  | Последњи самурај                    | Нејтан Олгрен                  | Само продуцент         | [ 58 ] [ 59 ] |
| 2004.  | Колатерал                           | Винсент                        |                        | [ 60 ]        |
| 2005.  | Рат светова                         | Реј Фериер                     |                        | [ 61 ]        |
| 2005.  | Elizabethtown                       | Н/Д                            | Само продуцент         | [ 62 ]        |
| 2006.  | Ask the Dust                        | Н/Д                            | Само продуцент         | [ 63 ]        |
| 2006.  | Немогућа мисија 3                   | Итан Хант                      | Такође продуцент       | [ 64 ]        |
| 2007.  | Глинени голубови                    | сенатор Џаспер Ирвинг          |                        | [ 65 ]        |
| 2008.  | Тропска олуја                       | Лес Гросман                    |                        | [ 66 ]        |
| 2008.  | Операција Валкира                   | пуковник Клаус фон Штауфенберг |                        | [ 67 ]        |
| 2010.  | Knight and Day                      | Рој Милер / Метју Најт         |                        | [ 68 ]        |
| 2011.  | Немогућа мисија: Протокол Дух       | Итан Хант                      | Такође продуцент       | [ 69 ]        |
| 2012.  | Rock of Ages                        | Стејси Џекс                    |                        | [ 70 ] [ 71 ] |
| 2012.  | Џек Ричер                           | Џек Ричер                      | Такође продуцент       | [ 72 ]        |
| 2013.  | Заборав                             | Џек                            |                        | [ 73 ]        |
| 2014.  | На рубу времена                     | мајор Вилијам „Бил” Кејџ       |                        | [ 74 ]        |
| 2015.  | Немогућа мисија: Отпадничка нација  | Итан Хант                      | Такође продуцент       | [ 75 ]        |
| 2016.  | Џек Ричер: Без повратка             | Џек Ричер                      | Такође продуцент       | [ 76 ]        |
| 2017.  | Мумија                              | млађи водник Ник Мортон        |                        | [ 77 ]        |
| 2017.  | American Made                       | Бери Сил                       |                        | [ 78 ]        |
| 2018.  | Немогућа мисија: Разилажење         | Итан Хант                      | Такође продуцент       | [ 79 ] [ 80 ] |
| 2022.  | Топ ган: Маверик                    | капетан Пит „Маверик” Мичел    | Такође продуцент       | [ 81 ]        |
| 2023.  | Немогућа мисија: Одмазда — Први део | Итан Хант                      | Такође продуцент       | [ 82 ]        |
| 2025.  | Немогућа мисија: Коначна одмазда    | Итан Хант                      | Такође продуцент       | [ 83 ] [ 84 ] |

| Films that have not yet been released | Означава филмове који још нису објављени |

## Телевизија
| Година | Наслов        | Улога | Напомене                                 | Реф.   |
| ------ | ------------- | ----- | ---------------------------------------- | ------ |
| 1993.  | Fallen Angels | Н/Д   | Редитељ Епизода: The Frightening Frammis | [ 85 ] |